# ミステリー in パラダイス
ミステリー in パラダイス（原題：Death in Paradise）は、イギリスBBCが製作・放送するミステリードラマ。2024年12月時点でシーズン13まで製作されている。日本ではミステリーチャンネル（旧AXNミステリーチャンネル）などにて放送されている（2024年12月、シーズン13がミステリーチャンネルで放送）。
カリブ海にある架空の島「セント・マリー島」を舞台に、事件を捜査する刑事たちを中心にした物語が展開する。1話完結の物語構成。カリブ海の島の独特な環境・住人を利用した事件・物語となっている。主人公が事件の真相を解明する直前には、必ず警察署で容疑者の相関図の前で急速な閃きと思考をし、一箇所に容疑者全員を集め推理を披露し、犯人を特定する。本格ミステリーの要素が強いのも特徴。

## フォーマット
本作はイギリスのテレビ番組で最も人気のある番組のトップ3に入り続けているが、批評家はこの犯罪ドラマを「目立たない」「カリブ海の風景が素敵な、多くを求めない刑事番組」と評している。
この番組は、その筋書きが定型的であることで知られており、各エピソードの長さ、スタイル、物語構成がほぼ同じである。各エピソードは、殺人に至るまでの経緯と、その後の死体発見を示すプレクレジットのシークエンスで始まる。このシークエンスはそのエピソードのゲストキャラクターを紹介する役割も果たしている。その後、セント・マリー島の警察に殺人事件が知らされ、容疑者を特定するための予備調査や事情聴取が行われ、容疑者や事件現場の写真が警察本部のホワイトボードに貼られる。
多くの場合、終盤になると、主役の警部補は、誰かの言動や何らかの出来事によって、あることに気づく。この瞬間、殺人の方法、理由、犯人が誰であるかが警部補に理解されるが、観客には明かされないままである。その後、容疑者が集められ、警部補が証拠品を見ながら話をする。しばしばフラッシュバックが使われ、何が起こったかを示す。犯人と動機が明らかになるのは、エピソードの終盤である。容疑者を集め、事件を解決し、最後に犯人を特定し、逮捕するという手法は、アガサ・クリスティがミス・マープルやエルキュール・ポアロのシリーズで使っている手法に類似している。
通常、各エピソードはコメディタッチのシーンや、警察官たちがキャサリンのバーへ祝杯をあげに行くシーンで終わる。ほとんどのシリーズの最終回では、主人公の警部補が仕事の依頼や個人的な関係でイギリスに戻るよう誘惑されるが、結局は島に残ることを決意する、という小ネタが盛り込まれている（この形式は第6シリーズで覆される）。

## 物語の舞台

### セント・マリー島
本作の舞台はカリブ海に浮かぶ架空の島、セント・マリー。「東カリブ海に浮かぶきれいな島 」とシーズン3第3話で語られている。シーズン4第5話では、マルティニークから「70マイルはある」と言及されている。セント・マリー島は「北西の隣国グアドループの10分の1の大きさ 」で、このことからセント・マリー島の大きさは約160平方キロとなる。セント・マリー島はイギリスの海外領土だが、過去の歴史から国民の約3割がフランス人であり、今でもフランス語が広く使われている。
成り立ちは、グアドループ近郊にある現実の2つの島を混ぜたようなもので、大きさや位置はマリー・ガラント島に、歴史や言語はドミニカに一致している。セント・マリー島には、火山、熱帯雨林、砂糖プランテーション、漁港、空港、大学、修道院、約100の公共ビーチ、刑事法院があるとしている。また、独自の新聞「セント・マリー・タイムス」とラジオ局「ラジオ・セント・マリー」がある。自動車にはフランスのナンバープレートがついている。
主要な町はオノレであり、レジャー・商業用のマリーナ、市場、バー、レストラン、警察署がある。オノレの隣町はポート・ロイヤルである。島の経済は、グアドループ、イギリス、フランスと交易がある。主な宗教はカトリックとブードゥー教である。

### その他の舞台
シーズン3第7話の主な舞台は、セント・マリー島沖にある、私有地で比較的小さい小島である。このエピソードは、通常のロケ地であるグアドループの北西海岸から約1.9km離れたカフアンヌ島で撮影された。セント・マリー島のビーチから背景に見えることが多い。シーズン6第5話と第6話の主な舞台はロンドンである。

## 登場人物

### 主人公
主人公は4代目主人公のネヴィル・パーカーに至るまで、全員イギリス本土から赴任した警部補である。
リチャード・プール
演 - ベン・ミラー
シーズン1、2の主人公。前任の刑事が殺害されたため臨時で派遣されたが、そのまま後任としてオノレー署に赴任。カリブ海の暑い環境でもいつもスーツと軍靴を着用し、常夏の環境でも紅茶を嗜む。性格は堅物・几帳面であり、社交性に乏しい面もあるが、持ち前の鋭い観察力・推理力を駆使し数々の難事件を解決していく。
浜辺のすぐ側の簡単な建物に住んでおり、建物に住み着いているカメレオン(ハリー)と同居している。
ハンフリー・グッドマン
演 - クリス・マーシャル
シーズン3からの主人公。性格はリチャードと正反対のフランクで、整理整頓が苦手であり、物品の破損や紛失が相次ぐ。また周囲にあれば非筆記用の紙にもメモを取る癖がある。しかし捜査能力はリチャードに劣らず有能。カミールからリチャードの手法だと言われ、以来、最後に関係者の前で推理を披露するやり方で犯人を暴く。結婚しているが夫婦生活はうまくいっておらず、作中で妻から離婚を言い渡される。後にやり直したいと言われるが、ハンフリーの方から断って幕引きをする。ロンドン時代の友達と偶然会い、恋仲に陥る。彼女を追ってロンドンに戻る設定で、降板する。
2023年制作の同作スピンオフ「Beyond Paradise」で主人公として登場。
ジャック・ムーニー
演 - アーダル・オハンロン
シーズン6からの主人公。アイルランド出身。ロンドンへ戻ったグッドマンの後任として着任し、先代の2人とは異なり家族と共にセント・マリー島に居住する。性格は親切で、グッドマンと違い控えめ。インタビュイーから話を引き出す巧みな話術やトリックを得意とするが、無鉄砲な捜査を行うこともある。シーズン9の途中で降板。
ネヴィル・パーカー
演 - ラルフ・リトル
シーズン9からの主人公。イギリスのマンチェスター出身の刑事で、常にリュックサックを背負い、チェック柄のボタンダウンのシャツとネクタイを着用している。日光と蚊を嫌っており、日焼け止めと虫除けスプレーを常備している。他人や環境に合わせた行動が苦手で、常に我流で行動する。エコノミークラス症候群や潔癖症やマザーコンプレックスなどに悩まされて生きづらさを抱える一方、推理力は高い。シーズン13で辞職し、降板。フロランスと思いが通じ、ふたりで旅に出る。

### オノレー署員
カミール・ボーデイ
演 - サラ・マーティンス
オノレー警察の巡査部長。リチャードとグッドマンの良き相棒であり、行動を共にし事件を捜査していく。島に母親が経営する酒場があり、署の仲間とよく飲みに行く。当初はグッドマンに対し良い印象を抱いていなかったが、彼の洞察力と観察眼を高く評価し、エピソードが進むにつれ距離を近づけていく。シーズン4第4話で潜入調査のためパリへ旅立つ形で物語から退場するが、シーズン10で再登場する。
フロランス・カッセル
演 - ジョセフィン・ジュベール
シーズン4から新たに加わった署員で、途中で巡査部長に昇進。カミールが島を去った後は、後任としてシーズン4の第5話からグッドマンの相棒となる。シーズン8第6話で降板したが、署長に懇願されシーズン10で再登場。シーズン11第4話で再び島を離れる。シーズン13第5話~第8話で再々登場。ネヴィルとふたりで旅に出る。
マドレーヌ・デュマ
演 - オード・レガストロワ
シーズン8第7話から登場。フロランスの障害事件の調査でセント・マリーに来たが、本部の同僚の彼氏に振られた関係で、そのままセント・マリーで勤務する。第9シーズンで降板した。
ドウェイン・マイヤーズ
演 - ダニー・ジョン=ジュールス
巡査。明るい気さくな性格。主にサイドカー付きバイクを運転し、島内で聞き込みをしたり証拠を集める。第7シーズンで降板した。シーズン13第6話でマーロンの後任としてオノレ−署に復帰。
フィデル・ベスト
演 - ゲイリー・カー
署のもう一人の巡査。よくドウェインに利用されて捜査の苦労をしている。シーズン3で昇進に伴い退場した。
J・P・フーバー
演 - トビー・バカレ
シーズン4の途中から新たに加わった巡査。新人警察官であり、性格は勤勉で、フットワークが軽い。。ドウェインが降板後、サイドカー付きバイクを運転している。捜査で再会した高校の1年先輩と結婚し、シーズン10で双子の父親となった。警察訓練プログラムの責任者に任命されシーズン10で降板した。シーズン13第5話でゲスト登場、マーロンのジャマイカ警察への転職に尽力した。
ルピー・パターソン
演 - シャイコ・エイモス
シーズン8から加わった婦警。後述する署長の姪。陽気な性格で、地元での就職のため勤務中に友人と談笑する、好みの外見の異性と連絡先を交換するなど、自由奔放な面も見られる。ただし努力家であり、彼女の調査により事件が解決に導かれることもしばしばある。マドレーヌがパリへの帰任時に連れて行ったので、第9シーズンで降板した。
マーロン・プライス
演 - タジ・マイルズ
シーズン10から加わった警官見習い。元は偽DVDの販売人であったが、更生プログラムで警察官見習いとなった。その後、正式に巡査となる。シーズン13第５話で、キングストン（ジャマイカ）の高校に入学する妹の面倒を見るためオノレ−署を辞め、降板。パターソン署長とフーパーの世話でジャマイカの警察署に移る。
ナオミ・トーマス
演 - シャントール・ジャクソン
J・Pの欠員補充としてシーズン11から署に加わった女性巡査部長。まだ若いが捜査能力の高さを認められ、フロランスの後任として同シーズン第6話から刑事になる。出身はセント･バルナバス島。
ダーリーン・カーティス
演 - ジミー・ホールダー
シーズン11第6話から署に加わる。シーズン7でドウェインの元恋人として登場していたが、シーズン11第5話で事件関係者として再登場。パターソン署長にスカウトされて民間人のまま嘱託としてメンバーに加わる。その後、クリスマス・スペシャル（シーズン12の前に放送）で警察官採用試験を受けると表明、無事合格してシーズン12第1話からは巡査として勤務。
パターソン署長
演 - ドン・ワーリントン
オノレー署を管理・監視する署長。口調・表情・態度は穏やかだが、言葉には「厄介事を起こすな」といった威圧的なものが含まれる事が多い。普段は署にはいない。たまに事件の進捗状況を調べに来る。政治家や名士による捜査への非難や島の経済を優先して考え、彼らの有利になるよう署員を指導する。

### その他
キャサリン
演 - エリザベート・ブールジーヌ
カミーユの母親。島で酒場を経営している。署員の話し相手としてよく登場し、気前良く話題を盛り上げてくれる。カミールのフランス行きに複雑な気持ちを抱いていたが、娘が出世してほしいと思いそれを伝えた。シーズン6にて市政の怠慢に不満を抱き、市長選に立候補。選挙日には有力候補が殺される事件が起き、対立候補者によって容疑者として新聞で騒がれるも事件は無事解決し市長となる。
マーサ・ロイド
演 - サリー・ブレトン
ハンフリー・グッドマンのロンドンでの知り合い。第5シーズン 最終話で登場。
シーズン６でロンドンに帰国する際にハンフリーに置き手紙で別れを告げるが、ロンドンでの捜査で再会した際にハンフリーのプロポーズを受け入れる。
スピンオフ作品の「Beyond Paradise」でメインキャストとしてハンフリーと共に登場。
シボーン・ムーニー
ジャック・ムーニーの娘。赴任時は、父と来たが、その後、大学に進学することで、ロンドンに戻る。彼氏に振られたときに、署長のはからいで、セント・マリーに来る。

## 製作

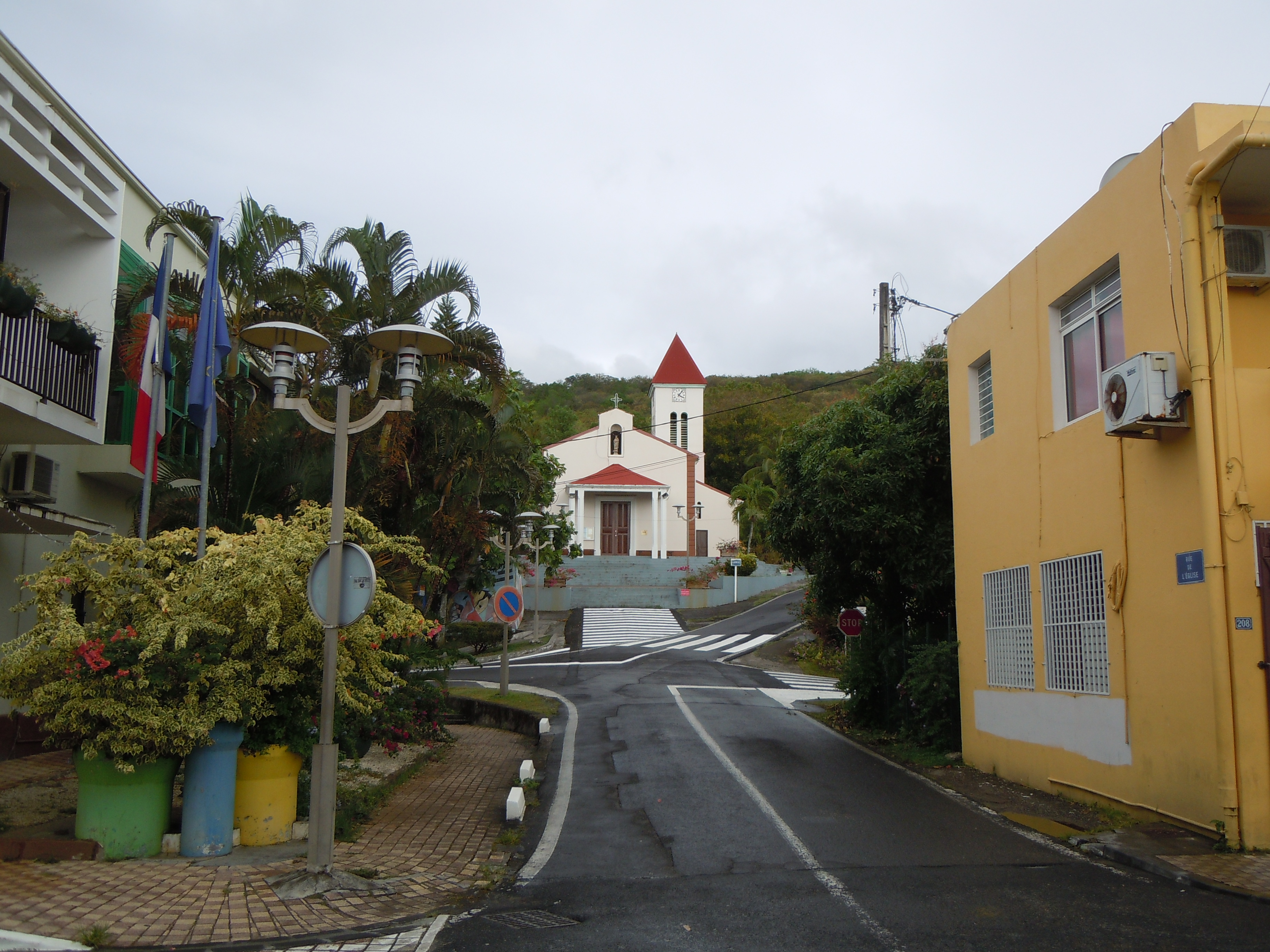
デシャイの教会は、架空の「オノレ警察署」のすぐ隣にある。

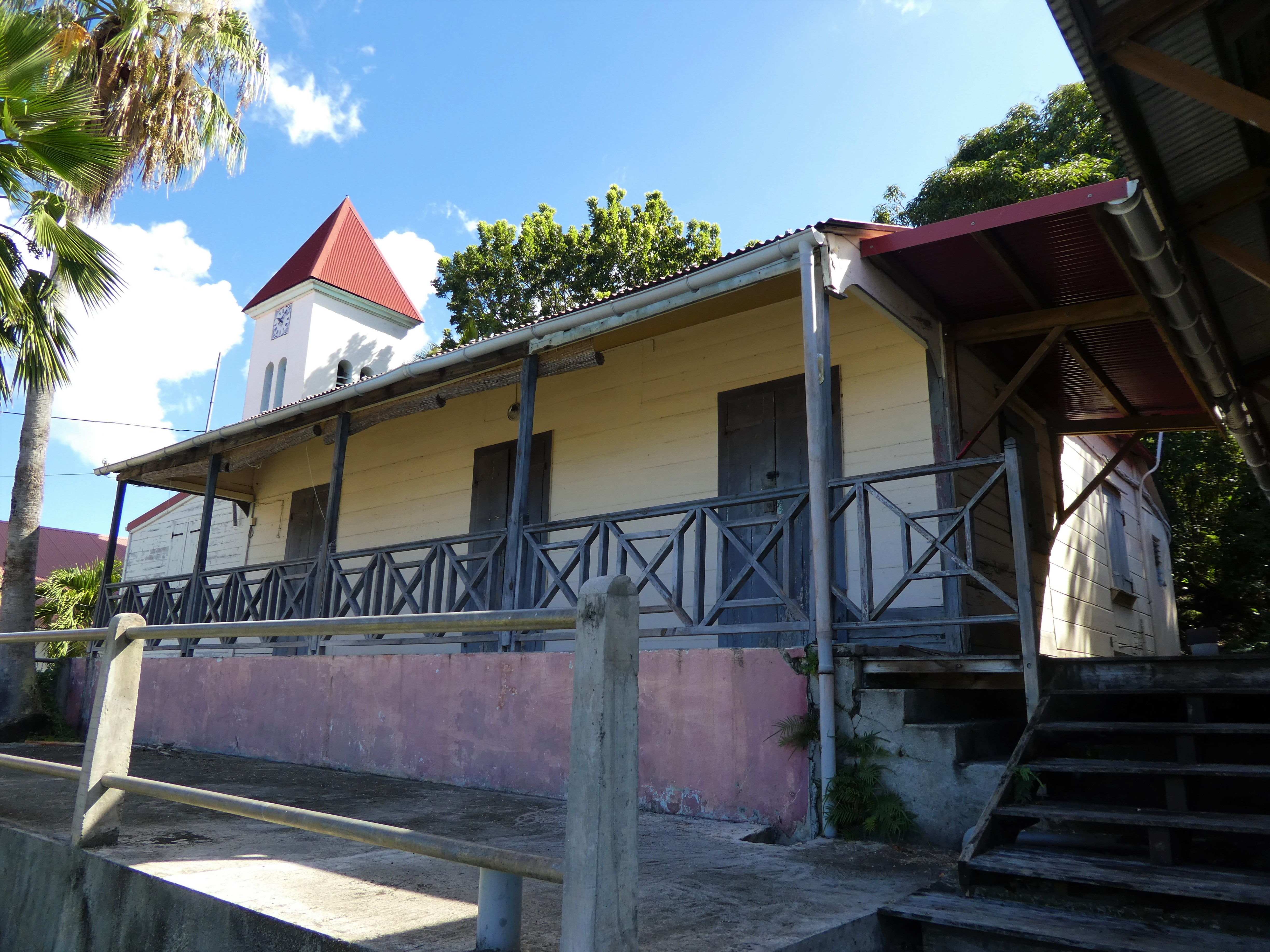
警察署として使用されているデシャイの教会堂（1850年代頃の建物）の様子

シリーズの撮影は、小アンティル諸島のフランス領グアドループ島の、主にデシャイ（セント・マリー島のオノレの町を兼ねている）のコミューンで、グアドループ地方観光局の協力のもと撮影されている。オノレ警察署はデシャイの教会堂（1850年代頃の建物）であり、神父の執務室が捜査部屋として登場している。
シリーズ1の撮影は、グアドループ島に長期撮影のためのインフラが整っていないことに加え、カミーユ役のサラ・マーティンスが撮影中に足を骨折して第6話にはほぼ出られず第7話と第8話の撮影にも支障をきたすなど困難を伴った。
ベン・ミラーは、妻を島に帯同できず家族と離れて過ごす時間が長すぎると感じ、シーズン2までで降板した。マーシャルの家族は、最初の3回の半年間撮影に参加し、息子のトーマスは地元の学校に入学した。しかし、シーズン6の撮影中に娘エルシーが誕生して家族が参加できなくなり、「寂しさと空しさ」を感じ、番組からの降板を決意した。
シーズン6第7話からは、ロンドンの同僚ジャック・ムーニー警部補を演じるアーダル・オハンロンが主役を務めることになった。
ジョセフィン・ジュベールはシーズン8第6話でシリーズを去り、代わりにマドレーヌ・デュマ役の女優オード・レガストロワが出演した。ジュベールは番組降板の理由を「他のプロジェクトに集中したい」とした。
オハンロンは2019年10月に番組を去ったことを確認し、最後の出演はシーズン9第4話となった。後任のネヴィル・パーカー警部補役のラルフ・リトルは、同月に明らかになった。
2020年7月、BBCはシャイコ・エイモスとオード・レガステロワの降板を発表し、ジュベールの復帰とマーロン・プライス役の新人タジ・マイルズの登場を発表した。
2022年1月、シーズン11第4話で、ジュベールは自分の演じる役が島を出ると共に番組を去った。彼女の降板は事前に発表されていなかった。

## 放送
2011年の放送以来キャストを刷新しながら放送を続け、2018年時点では230か国で放送されている。制作国であるイギリスでは、シーズン2以降は1月に放送されている。シーズン10は2020年7月から撮影が開始されたが、新型コロナウイルス感染症の流行を受け、例年通りの放送が危ぶまれた。
日本ではAXNミステリーで新シーズンの独占放送が行われている。

## 作品の評価

### 批評家によるレビュー
このシリーズは批評家から様々な評価を得ており、その多くはパターン化したシナリオ構成に向けられたものである。シーズン1は、その新鮮なスタイルと設定が評価された。シーズン3の冒頭に登場したクリス・マーシャルは特に好評で、デイリー・テレグラフ紙のレベッカ・スミスはマーシャルを「追加の成功」と称賛している。シーズン4第1話は「ちょっとした逸脱」として受け入れられた。デイリー・テレグラフ紙のマーク・モナハンは、シリーズのゆったりとしたトーンを批判し、設定以外にユニークな点がなく、あまりにも理路整然としていると評した。
また、植民地主義や人種差別についてのコメントも寄せられている。2011年にシーズン1第1話が放送された後、メトロ紙のテレビ評論家キース・ワトソンは、「地元の人が仕事をこなせないからといって、植民地に警察官をパラシュート降下させるというアイデアは少し酸っぱい味が残る」、シリーズは「消えゆくイギリス帝国の栄光時代への回帰」を思わせると書いた。2021年1月のガーディアン紙のエッセイで、作家のシリン・ケールは、「多くの好意的な視聴者」がついていることは認めつつも、人種的な力学を含むいくつかの面について批判的であった。「もし本作が放送当時すでに時代遅れの番組で、トレンチコートを着たピーター・フォークが「もうひとつだけ」と聞いてくるようなものだったとしたら、今では博物館入りだろう。まず、脇役の部下たちがほとんど黒人で、白人の上司である主人公を『サー』と呼び、明らかに彼らの知恵では解決できないような犯罪について彼を頼りにしている。」

### 受賞歴
レッドプラネット・ピクチャーズで「ドラマ製作における多様性賞」を受賞した。2015年2月15日に行われたBBCとITVが支援する式典で、サラ・マーティンス、ダニー・ジョン＝ジュールズ、ドン・ウォリントン、トビ・バカレが賞を受け取った。

## スピンオフ作品
2022年6月29日、ハンフリー・グッドマン役のクリス・マーシャルと、彼の恋人マーサ・ロイド役のサリー・ブレトンが復帰して英国での生活を楽しむというスピンオフ作品『Beyond Paradise』が発表された。この作品は、BBC Oneとブリットボックス・インターナショナルからの委託によるものである。撮影は2022年8月に開始された。邦題は『ミステリー in パラダイス番外編 警部補グッドマンの事件簿』。シーズン1の放送終了後、BBCは『Beyond Paradaise』シーズン2と本シリーズのクリスマススペシャル製作を発表した。『Beyond Paradaise』シーズン2は2024年3月英国で放送され、同年12月にはAXNミステリーで放送。『Beyond Paradaise』シーズン3と本シリーズのクリスマススペシャル製作が2024年4月に発表された。